# شبه‌جزیره سینا
شبه‌جزیرهٔ سینا (به عربی: شبه جزيرة سيناء) شبه‌جزیره‌ای نسبتاً بزرگ با آب و هوای گرم و خشک و عمدتاً بیابانی و ناهموار در قسمت آسیایی کشور مصر است که از شمال به دریای مدیترانه، از شرق به خلیج عقبه، از جنوب به دریای سرخ و از غرب به خلیج سوئز که به کانال سوئز که در زمان باستان توسط داريوش هخامنشی به‌منظور تسهیل تردد دریایی ایجاد گردید قرار دارد. بعد از جنگ شش روزه این صحرا به اشغال اسرائیل درآمد ولی بعد از امضای پیمان کمپ دیوید و به رسمیت شناخته‌شدن اسرائیل توسط مصر، این صحرا دوباره به مصر بازگردانده شد. مساحت آن در حدود ۶۰ هزار کیلومتر مربع است. بر مبنای آخرین داده‌های جغرافیایی بیشترین درازای شبه جزیره سینا ۴۰۲ کیلومتر بوده است.
بالای ۹۰ درصد ساکنان شهرهای آن را اعراب مصری تشکیل می‌دهد.

## تاریخچه
ساکنان باستانی سینا «مونیتو» نام داشتند و نام باستانی آن مفکات (به معنی کشور فیروزه) بود و مصریانِ باستان این صحرا را به این نام می‌خواندند.
از دوران دودمان یکم مصر یا پیش از آن، مصریان در دو نقطه از صحرای سینا فیروزه استخراج می‌کردند. دو نقطهٔ نامبرده امروزه با نام‌های عربی وادی مغاره و سرابیط الخادم خوانده می‌شوند. استخراج از این کانسارها هزاران سال ادامه داشت.

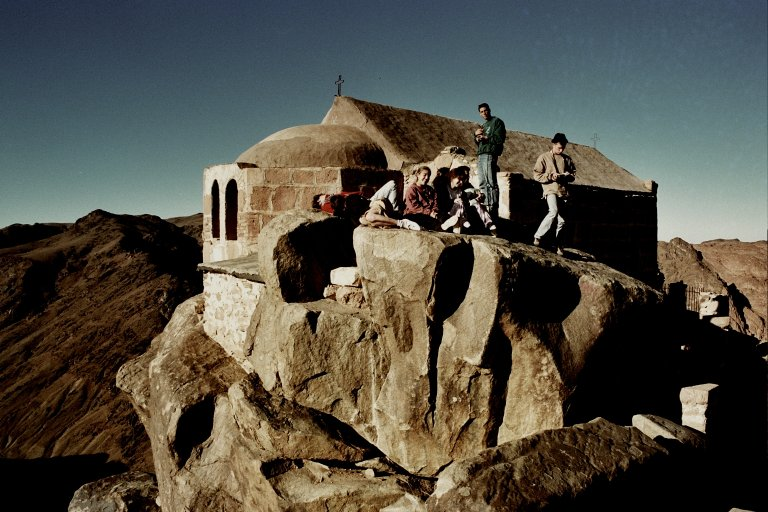
نمایی از کوه سینا